# Ле-Дё-Виль
Ле-Дё-Виль (фр. Les Deux-Villes) — коммуна во Франции, находится в регионе Шампань — Арденны. Департамент коммуны — Арденны. Входит в состав кантона Кариньян. Округ коммуны — Седан.
Код INSEE коммуны — 08138.
Коммуна расположена приблизительно в 230 км к северо-востоку от Парижа, в 100 км северо-восточнее Шалон-ан-Шампани, в 40 км к востоку от Шарлевиль-Мезьера.
Во время Французской революции коммуна временно носила название Живерси (фр. Givercy).

## Население
Население коммуны на 2008 год составляло 257 человек.
| 1962 | 1968 | 1975 | 1982 | 1990 | 1999 | 2008 |
| ---- | ---- | ---- | ---- | ---- | ---- | ---- |
| 236  | 240  | 230  | 206  | 195  | 219  | 257  |

## Экономика
В 2007 году среди 146 человек в трудоспособном возрасте (15—64 лет) 111 были экономически активными, 35 — неактивными (показатель активности — 76,0 %, в 1999 году было 63,8 %). Из 111 активных работали 104 человека (58 мужчин и 46 женщин), безработных было 7 (4 мужчины и 3 женщины). Среди 35 неактивных 8 человек были учениками или студентами, 6 — пенсионерами, 21 были неактивными по другим причинам.

## Фотогалерея
- Церковь
- Карта коммуны